# ویلی دربوون
ویلی دربوون (انگلیسی: Willy Derboven; ۱۹ سپتامبر ۱۹۳۹ – ۲۲ نوامبر ۱۹۹۶) دوچرخه‌سوار اهل بلژیک بود.
از باشگاه‌هایی که در آن بازی کرده‌است می‌توان به تیم دوچرخه‌سواری فائما و تیم دوچرخه‌سواری فلاندریا اشاره کرد.